# Ross Island, Nunavut
Ross Island är en ö i Kanada.   Den ligger i territoriet Nunavut, i den östra delen av landet, 1 200 km norr om huvudstaden Ottawa. Arean är 9,3 kvadratkilometer.
Terrängen på Ross Island är platt. Öns högsta punkt är 105 meter över havet. Den sträcker sig 5,6 kilometer i nord-sydlig riktning, och 3,7 kilometer i öst-västlig riktning.
Trakten runt Ross Island är nära nog obefolkad, med mindre än två invånare per kvadratkilometer.